# Concentrazione (tecnica conserviera)
La concentrazione è una tecnica di conservazione alimentare.

## Caratteristiche
La concentrazione consiste nella riduzione della percentuale d'acqua presente negli alimenti liquidi o comunque particolarmente ricchi di acqua, come ad esempio la salsa di pomodoro.
Il processo di concentrazione può avvenire con diverse metodologie: creazione del vuoto, evaporazione, filtrazione.
La concentrazione non raggiunge però mai la completa disidratazione o essiccazione ed è questo che la differenzia da questi ultimi processi.
La concentrazione è impiegata per contenere gli oneri di trasporto degli alimenti, riducendone volume e peso.
La concentrazione da sola non garantisce la conservabilità dell’alimento, motivo per cui gli alimenti vanno consumati in breve tempo.. Essa è usata anche per le conservazioni a lunga scadenza, ma, in questo caso, è necessariamente associata ad altre tecniche, come la sterilizzazione o la pastorizzazione. Un esempio di questi casi è il concentrato di pomodoro